# Lomandra insularis
Lomandra insularis är en sparrisväxtart som beskrevs av Rudolf Schlechter. Lomandra insularis ingår i släktet Lomandra och familjen sparrisväxter.
Artens utbredningsområde är Nya Kaledonien. Inga underarter finns listade i Catalogue of Life.